# Stanley Stanczyk
Stanley Anthony "Stan" Stanczyk, född 10 maj 1925 i Armstrong i Wisconsin, död 3 juli 1997 i Miami, var en amerikansk tyngdlyftare.
Stanczyk blev olympisk guldmedaljör i 82,5-kilosklassen i tyngdlyftning vid sommarspelen 1948 i London.